# Llengües taracahites

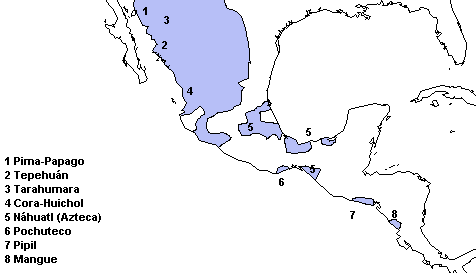
Expansió utoasteca cap al sud

Les llengües taracahites constitueixen una subdivisió de la divisió sonorenca de la família lingüística uto-asteca, parlada per diversos pobles taracahites a Mèxic.

## Classificació interna
Les llengües taracahites es divideixen en tres grups principals:
- Tarahumara-guarijío (Tarajío)
  - Tarahumara o rarámuri.
  - Guarijío o warijío.
- Cáhita
  - Mayo
  - Yaqui
  - Unes altres possibles variants: ocoroni, sinaloa, tehueco, zuaqui.
- Dohema-Tehuima
  - Eudeve o dohema.
  - Ópata o tehuima.

Altres grups ètnics límitrofs o propers amb els anteriors com són els achires, acaxees, guasaves, tahues, totorames, xiximes i uns altres podrien haver parlat llengües del grup taracahita, encara que no existeixen moltes dades sobre la varietat o varietats lingüístiques parlades per aquests grups.

## Comparació lèxica
Els numerals comparats en diverses llengües taracahites són:
| GLOSA | Tarajío      | Tarajío  | Cahíta        | Cahíta     | Eudeve | PROTO- TARACAHÍTA |
| GLOSA | Tarahumara   | Guarijío | Yaqui         | Mayo       | Eudeve | PROTO- TARACAHÍTA |
| ----- | ------------ | -------- | ------------- | ---------- | ------ | ----------------- |
| '1'   | bilé~ biré   | piré     | wepulai/ senu | sēnu       | sé(i)  | *sen- *pɨlai      |
| '2'   | okwá         | woká     | woi           | wōyi       | wodɨm  | *wō-y(-ka)        |
| '3'   | bakiá~ bai-  | paiká    | bayi          | βahi       | beidɨm | *βahi(-ka)        |
| '4'   | nawosa~ naó- | naó      | naiki         | naiki      | náwoi  | *nawoy(-ka)       |
| '5'   | malí~ marí   | marikí   | mamni         | mamni      | márki  | *maniki           |
| '6'   | usáni        | puhsáni  | busani        | βusáni     | busáni | *βusani           |
| '7'   | kičáo        | ihkčáo   | wōbusani      | wōyiβusáni |        |                   |
| '8'   | osá naó      | wosánao  | woynaiki      | wosanaiki  |        | *wosanawoy(-ka)   |
| '9'   | kímakói      | kimakói  | batani        | batani     |        |                   |
| '10'  | makói        | makói    | woymamni      | wosamamni  | mákoʔi | makoʔi            |